# Pięćdziesiąt procent szarości
Pięćdziesiąt procent szarości (ang. Fifty Percent Grey, 2001) w reżyserii Ruairi Robinson.
W 2002 roku film został nominowany do Oscara za najlepszy krótkometrażowy film animowany.
Jest to bajkowa historia żołnierza, który trafia do nieba, jednak nie wie, co ma tam ze sobą zrobić.